# Diabeł stróż
Diabeł stróż – dziewiąty album studyjny polskiego rapera Bonsona. Wydawnictwo ukazało się 12 sierpnia 2022 nakładem wytwórni muzycznej Def Jam Recordings w dystrybucji Universal Music Polska.
Album jest utrzymany w stylu muzyki hip-hop. Składa się z wersji standardowej (1 CD).
Płyta dotarła do 1. miejsca polskiej listy sprzedaży – OLiS.

## Lista utworów
Opracowano na podstawie materiału źródłowego.
| Diabeł stróż – Wersja standardowa | Diabeł stróż – Wersja standardowa             | Diabeł stróż – Wersja standardowa |
| Nr                                | Tytuł utworu                                  | Długość                           |
| --------------------------------- | --------------------------------------------- | --------------------------------- |
| 1.                                | „Milion” (oraz Czarny HIFI)                   | 2:16                              |
| 2.                                | „ZW” (oraz Gory)                              | 2:53                              |
| 3.                                | „Jaki piękny koniec świata” (oraz Walo Beats) | 3:15                              |
| 4.                                | „Naomi” (oraz DJ Te, Dwa Sławy, Czarny HIFI)  | 3:42                              |
| 5.                                | „Niech żyję bal” (oraz Feno, Gory)            | 3:11                              |
| 6.                                | „Kłopoty” (oraz Czarny HIFI)                  | 3:13                              |
| 7.                                | „Sierpove love” (oraz Deys, Gory)             | 3:26                              |
| 8.                                | „Dość już” (oraz IzabelKa, Czarny HIFI)       | 3:55                              |
| 9.                                | „Żyć zawsze” (oraz Avi)                       | 4:24                              |
| 10.                               | „Diabeł stróż” (oraz Eigus)                   | 4:01                              |
| 11.                               | „Klasyk” (oraz IzabelKa, Emdot, Asthma)       | 3:51                              |
| 12.                               | „Ostatnia bitwa” (oraz Ka-Meal)               | 3:15                              |
| 13.                               | „Hjuston mamy problem”                        | 3:40                              |
|                                   |                                               | 45:02                             |

## Pozycja na liście sprzedaży

### Pozycja na liście tygodniowej
| Kraj   | Lista (2022)  | Najwyższa pozycja |
| ------ | ------------- | ----------------- |
| Polska | OLiS – albumy | 1                 |